# Альберт фон Буксгевден
А́льберт фон Буксге́вден (нім. Albrecht von Buxthoeven, «Альберт з Буксгевдена»; 1165 — 17 січня 1229) — німецький католицький місіонер у Лівонії, останній ікскюлльский єпископ (1199—1201), перший ризький єпископ (1201—1229). Засновник Риги (1201). Представник німецького шляхетного роду Буксгеведенів. Бременський канонік (до 1199), імперський князь (з 1224). Один із подвижників християнізації балтійських народів, організатор хрестових походів і німецької колонізації Лівонії. Співзасновник чернечо-лицарського Ордену меченосців (1202). Фундатор Дюнамюндського монастиря (1205), Ризької церкви святого Петра (1209), Ризького кафедрального собору (1211). Учасник битви при Роденпойсі (1205). Племінник бременського архієпископа Гартвіха II. Також — єпископ Альберт; Альберт I, Альберт Буксгевденський, Альберт фон Аппельдерн, Альберт Ризький, Альберт Лівонський.

## Біографія

### Походження
Альберт народився близько 1165 року, в маєтку Буксгевден, в німецькій шляхетній родині Буксгевденів. Його сім'я належала до стану бременських міністеріалів.
Мати — Альгейдіс (до шлюбу Утледе), була зведеною сестрою бременського архієпископа Гартвіха II. Відповідно, Альберт був небожем архієпископа.
Точне прізвище Альберта невідоме. Його брати від іншої матері звалися «фон Буксгевден» (Buxthoeven / Buxhövden /Bekeshovede / Buxhoeveden / Buxhöveden / Buxhöwde), а інколи — «фон Аппельдерн» (Appeldern), за назвами місцевостей в околицях Бремена. Нащадки двох братів-мирян Дітріха та Йоганна носили прізвище Буксгевден, або називали себе за своїми ленами — Ікскюлль, фон Ропп, фон Пудріс. На їхнє спільне походження вказує герб.

### Лівонський єпископ
Альберт служив каноніком у Бремені. На початку 1199 року архієпископ Гартвіх II призначив його єпископом Лівонії й весною Альберт організував влітку на острові Готланд ополчення хрестоносців з 500 чоловік для боротьби з лівонськими язичниками. Потім він відвідав данського короля Канута, шлезвігського герцога Вальдемара (що став данським королем Вальдемаром II з 1202 р.) і лундського архієпископа Авесалома (суперника Гартвіха). Отримавши буллу папи Інокентія ІІІ, за якою християни Саксонії та Вестфалії запрошувалися до підтримки лівонської церкви задля прощення гріхів, Альберт приїхав на Різдво до Магдебургу, до двору німецького короля Філіппа Швабського та його дружині Ірини. Король не надав єпископу реальної підтримки, обмежившись обіцянками. Тим не менше з різних частин Нижньої Саксонії до Любека зібралися вояки, що бажали взяти участь у поході до Лівонії.
У квітні 1200 року Альберт прибув на 23 кораблях із військом до Лівонії, до берегів Західної Двіни. В замку Гольм він зустрівся монахами, які втекли із Ікскюлля й витримали приступи місцевих язичників. Альберт мусив розбудовувати церкву спочатку; він здійснив 14 поїздок із Лівонії до Німеччини, намагаючись відновити справу християнізації краю та розвинути німецьку колонізацію Лівонії. Альберту активно допомагало німецьке духовенство, шляхта й міщани; проте імперський уряд та німецьке селянство не були зацікавлені в освоєнні Лівонії й залишилися поза колонізаційними процесами.

### Заснування Риги

Єпископ Альфред закладає наріжний камінь міста Рига (1200)

Після прибуття до Лівонії Альберт уклав договір із лівами, за яким вони обіцяли не чинити перепони його діяльності. Після цього, 1201 року, на річці Ріге (нім. Rigebach), притоці Західної Двіни, він відмітив місце для ринку, на базі якого відносно швидко постало місто Рига. Альберт звів у ньому собор і єпископський двір, що первісно були збудовані з дерева, але до пожежі 1215 року вже були перебудовані кам'яними. Одночасно постали міські стіни для оборони єпископської резиденції від можливого нападу сусідів.
Рига одразу стала опорним пунктом німецької колонізації регіону. 1202 року до неї прибула група світських переселенців у супроводі монаха-августинця з гольштинського Неймюнстера — Енгельберта фон Аппельдерна, звідного брата Альберта. Колоністи прийняли право готландських німців. До 1226 р. міським судом завідував Фогт, довірена особа ризького єпископа. Альберт заохочував розростання міста: він звільнив міщан від «Божого суду» (судового поєдинку), ордалій і постанов берегового права, а також зняв обмеження на торгівлю приїжджих купців. Було дозволено формування самоврядних цехів-гільдій, члени яких були зобов'язані допомагати своїм учасникам та їхнім родинам у випадках нещасть (хвороби, збитків, полону, смерті тощо). Для послаблення конкурентів і зосередження торгівлі в Ризі, Альберт випросив у Папи Римського офіційну буллу, яка забороняла під страхом відлучення від церкви в'їзд купців до Курляндії та Семигалії.

### Орден меченосців
Для охорони християнської церкви та колоній в Лівонії єпископ Альберт планував створити постійний духовний лицарський орден. Це було пов'язано з тим, що більшість німецьких вояків були пілігримами — вони давали лише річні обіти, після закінчення яких одразу ж поверталися на батьківщину, не осідаючи в лівонських землях. 1202 року, за своєї відсутності, Альберт доручив справу створення ордену монаху-цистерціанцю Теодоріху Трейденському, що займався християнізацією лівів ще з часів Майнгарда. Монах сформував у Ризі військову організацію «Брати лицарської служби Христа», більш відому як Орден меченосців, і отримав від папи Інокентія ІІІ офіційний дозвіл на її діяльність. За папською постановою Орден базувався на статуті тамплієрів, але підпорядковувалися безпосередньо ризькому єпископу. Меченосці приймали монаші обітниці, а також особливий обіт боротьби проти язичників. Першим магістром Ордену став Вінно фон Рорбах. За свої труди Орден вимагав за винагороду третину усіх земель єпископства, що вже підкорена або буде підкорена. Альберт схвалив це рішення, але на знак залежності меченосців від єпископа поставив вимогу, щоб четверта частина десятини з усіх орденських земель йшла до єпископської скарбниці. Альберт також залишив за собою Трейден, Ідумею, морську частину Метсеполе.
Взимку 1206—1207 роках Альберт об'їхав Північну Німеччину, закликаючи до нового лівонського хрестового походу. У квітні 1207 року він прибув до двору німецького короля Філіппа ІІ, підніс (коммендував) йому підкорену Лівонію й отримав її назад у вигляді лену. Таким чином Альберт став імперським князем; він не вважав християнізацію та підкорення Лівонії приватною справою, але прагнув мати успіхи раніше того, як вступить у тісні правові відносини зі Священною Римською імперією. На Трійцю того ж року Альберт повернувся до Риги в супроводі численних пілігрімів.
Спочатку сам намагався завоювати Латгалію та Естонію, проте не зміг. Тоді запросив данського короля Вальдемара II. Спільними зусиллями вони у 1207—1217 роках підкорили більшу частину сучасних Латвії та Естонії. Було засновано єпископства Езельське, Дерптське, Естляндське, Семігальське та Курляндське.
За Альберта фон Буксгофдена, в 1211 році в Ризі було збудовано Домський собор.

## Оцінки

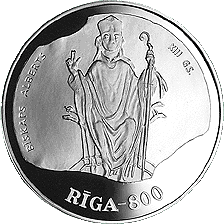
Єпископ Альберт на ювілейній латвійській монеті. 1995 рік

Російські історики наголошували на тому, що цей властолюбний єпископ з 1200 року до дня смерті "особисто організовував та очолював підкорення лівів, естонців і латишів, втілюючи в життя криваву політику католицької Церкви в Прибалтійських країнах. Для того, щоб захопити побільше землі та посилити своє панування, Альберт не гидував ніякими засобами: ні обманом, ні підлими інтригами, ні масовими вбивствами.
Історик Леонід Арбузов високо оцінював діяльність Альберта, що «вирішив спасти ліфляндську церкву, якій загрожувала загибель». Науковець зазначав, що «лише завдяки його [єпископа] постійній невтомній діяльності, його незламній енергії та розважливості вдалося довести справу християнізації і німецької колонізації до повного розвитку».